# 橋の上においでよ
『橋の上においでよ』（はしのうえにおいでよ）は、NHK総合テレビジョンで1987年10月31日に放送されたテレビドラマ。

## 概要
大阪の戎橋界隈を舞台に、テレクラで知り合った男女を鮮烈に描く。
第3回文化庁芸術作品賞受賞。脚本の田向正健は、第6回向田邦子賞を受賞した。

## キャスト
並川春樹
演 - 堤真一　
主人公。浪人中の予備校生。19歳。
青木由利
演 - 南果歩
17歳の時に子供を産んだ過去を持ち、2歳になる娘を故郷（富山）に残している。;
今西
演 - 柴田恭兵
律子
演 - 石田えり
松谷
演 - 橋爪功
青木よね
演 - 大路三千緒
三郎
演 - 石浜裕次郎
平井
演 - 國村隼
その他
演 - 北村総一朗、生瀬勝久

## スタッフ
- 脚本 - 田向正健
- 演出 - 小林信一
- 音楽 - 田村洋

## 関連文献
- 日本放送作家組合（編）、1988年6月30日『テレビドラマ代表作選集 1988年版』日本放送作家組合、127–175頁。